# Эмманюэль, Пьер
Пьер Эмманюэль, также Пьер Эммануэль, собственно Ноэль Матьё (фр. Pierre Emmanuel, Noël Mathieu, 3 мая 1916, Ган, Атлантические Пиренеи — 24 сентября 1984, Париж) — французский поэт, журналист.

## Биография
Воспитывался дядей со стороны отца (родители эмигрировали в США). Окончил филологический факультет Лионского университета, работал учителем. Его поэтическим наставником в конце 1930-х годов стал Пьер Жан Жув.
Во время войны участвовал в Сопротивлении, его стихи вошли в знаменитую антифашистскую антологию Честь поэтов (1943). После войны занимался журналистикой, печатался в лево-католических изданиях (Эспри и др.). Возглавлял английскую и американскую редакции Французского радио и телевидения (RTF, 1945—1959). Выступал как приглашенный профессор в университетах США. Был президентом Международной ассоциации за свободу культуры, возглавлял ПЕН-клуб Франции (1973—1976), Национальный институт аудиовизуальных медиа и др.
Автор монографии о Бодлере (1967, переведена на англ. и яп. языки), выступал также как переводчик.

## Избранные произведения
- Элегии/ Elégies (1940)
- Гробница Орфея/ Tombeau d’Orphée (1941)
- Le Poète et son Christ (1942)
- День гнева/ Jour de colère (1942)
- Combats avec tes défenseurs (1942)
- Молитва Авраама/ Prière d’Abraham (1943)
- Sodome (1944)
- Cantos (1944)
- La liberté guide nos pas (1945)
- Поэзия, пламенный разум/ Poésie, raison ardente (1947)
- Qui est cet homme (1947)
- Car enfin je vous aime, роман (1950)
- Вавилон/ Babel (1951)
- Работник одиннадцатого часа/ L’ouvrier de la onzième heure (1953)
- Le monde est intérieur, эссе (1967)
- Иаков/ Jacob (1970)
- К вопросу о культурной политике/ Pour une politique de la culture, эссе (1971)
- София/ Sophia (1973)
- Tu (1978)
- Le Livre de l’Homme et de la Femme, трилогия
  - Una ou la mort la vie (1978)
  - Duel (1979)
  - L’Autre (1980)
- Le grand œuvre, Cosmogonie (1984)

## Сводные издания
- Œuvres poétiques complètes. Lausanne: L'Âge d’homme, 2001, t. I, 1940—1963.
- Œuvres poétiques complètes. Lausanne: L'Âge d’homme, 2003, t. II, 1970—1984.
- Tombeau d’Orphée suivi de Hymnes orphiques/ Edition établie et préfacée par Anne-Sophie Andreu. Lausanne: L'Âge d’homme, 2001.
- Lettres à Albert Béguin: correspondance 1941—1952/ Edition établie et annotée par Aude Préta-de Beaufort. Lausanne; Paris: L'Âge d’homme, 2005 (coll. «Cahiers Pierre Emmanuel», n° 2)

## Признание
- Большая премия Французской Академии за поэзию.
- Член Французской Академии (1968). В 1975 году, после избрания в Академию писателя Фелисьена Марсо, которого Эмманюэль считал коллаборационистом, отказался от звания академика, отказ не был принят.

## Награды
- Офицер ордена Почётного легиона;
- Великий офицер французского ордена Заслуг;
- Командор французского Ордена искусств и литературы.

## Память
- Имя Пьера Эмманюэля с 1985 носит площадь в 1-м округе Парижа (квартал Ле-Аль).